# Utatsusaurus
Utatsusaurus hataii · Utatsusauridae
Famille
Genre
Espèce
Utatsusaurus est un genre éteint d'ichthyoptérygiens primitifs ayant vécu durant le Trias inférieur (étage Olénékien) il y a environ entre 251,3 et 247,2 Ma (millions d'années). C'est, avec Chaohusaurus, le genre d'ichthyoptérygiens le plus ancien connu jusqu'à présent. C'est également le seul genre de la famille des Utatsusauridae et il n'est représenté que par une seule espèce, Utatsusaurus hataii, découverte au Japon.

## Systématique
La famille des Utatsusauridae a été créée en 2003 par le paléontologue britannique Christopher McGowan (d) (1942-) et le paléontologue japonais Ryosuke Motani (d) (1967-).
Le genre Utatsusaurus et l'espèce Utatsusaurus hataii ont été décrits en 1978 par les paléontologues japonais Tokio Shikama (d), Tadao Kamei (d) et Masafumi Murata (d),.

## Description
Contrairement aux formes plus évoluées d'Ichthyosaures, Utatsusaurus n'avait pas d'aileron dorsal. Il pouvait atteindre une longueur de 3 mètres.

## Étymologie
Le nom générique, Utatsusaurus, fait référence à la ville d’Utatsu (d) dans le district de Motoyoshi au Japon suivi de saurus dérivé du grec ancien σαῦρος, saûros, « lézard ».
L'épithète spécifique, hataii, a été donnée en l'honneur du paléontologue américain Kotora Hatai (d) (1909-1977), professeur émérite à l'université du Tōhoku, en reconnaissance de son support et de ses encouragements durant cette étude.
Le nom de la famille s'appuie sur le nom générique.

## Publications originales
- Famille des Utatsusauridae :
  - (en) Christopher McGowan et Ryosuke Motani, Handbook of Paleoherpetology: Ichthyopterygia, t. 8, Munich, Friedrich Pfeil, F, mars 2003, 173 p. (ISBN 3899370074).
- Genre Utatsusaurus et espèce Utatsusaurus hataii :
  - (en) Tokio Shikama, Tadao Kamei et Masafumi Murata, « Early Triassic Ichthyosaurus, Utatsusaurus hataii Gen. et Sp. Nov., from the Kitakami Massif, Northeast Japan », Science Reports - Tohoku University, Second Series: Geology, Université du Tōhoku, vol. 48, no 2,‎ 29 mars 1978, p. 77-97 (ISSN 0082-464X, lire en ligne).